# 横山安武
横山 安武（よこやま やすたけ、天保14年1月1日（1843年1月30日） - 明治3年7月27日（1870年8月23日））は、日本の武士（薩摩藩士）、陽明学者。通称は喜三次、元四郎、正太郎。明治新政府の腐敗・悪政を批判して28歳で諫死した。森有礼の兄。

## 生涯
天保14年（1843年）、薩摩藩士・森有恕の四男として鹿児島城下の城ヶ谷で誕生する。
明治初め「征韓論」「アイヌ弾圧政策」などの帝国主義的政策に反対した人物。安政4年（1857年）に藩に仕えていた儒学者の横山安容の養子となり跡を継いで藩に出仕し、島津久光に小姓として近侍する。明治元年（1868年）、久光の五男悦之助（島津忠経）の守役となり、藩外での遊学を勧め、明治2年4月19日（1869年5月30日）より佐賀（佐賀藩）の弘道館、次いで山口（山口藩）の明倫館に同行して共に学ぶ。山口藩滞在中の明治3年1月26日（1870年2月26日）、諸隊解散を伴う山口藩の兵制改革に反対する奇兵隊らの一部の隊士による脱隊騒動が発生する。山口藩諸隊の脱退兵士約1000人は藩庁を囲むなどして反乱、暴動を起こした。安武は翌月に騒動を報告するため独断で悦之助を残して鹿児島に帰国したため、久光の不興を買って罰せられるところであったが、安武は自主的に守役から退いた。その後、5月に陽明学を学ぶために上洛して春日潜庵の門を訪ねるが、潜庵が謹慎蟄居中であったため果たせず、7月に東京府へ上って田口文蔵の門人となり、陽明学を学んだ。
7月26日の夜、時弊10箇条を挙げた書と征韓の非を説いた書の2通の建言書を集議院門扉に挿し入れたのち、津藩邸裏門前で切腹する。発見時の安武はまだ会話ができる状態であり、すぐさま鹿児島藩邸に引き取られて介抱され、また、切腹の理由などを尋問された。しかし安武は回復することは無く翌27日の昼頃に歿した。安武は遺書を大迫貞清と野津鎮雄に託し、その宛名は大迫宛、中島健彦と安田安彦の連名宛、高島鞆之助と田中周蔵の連名宛、親元宛、島津真之助（島津忠済）宛の5通であった。大迫宛の遺書で安武は、西郷隆盛が藩政に参加するのを聞いて、何も言うことは無くなったとの文言を添えており、安武の西郷に対する全幅の信頼が窺われる。藩邸は安武を芝 大圓寺に葬った。
安武は、当時さかんに論じられていた征韓論に対しては「ただでさえ国内が疲弊しているときに、征韓などできるはずがない」という見解をもっており、その自決には征韓論に対する抗議の意味があった。また、時弊10箇条では、政府高官の慢心により政策が国ではなく個人の為に行われており、その内容は大局観が無いうえ朝令暮改であり、民を苦しめ狼狽させていると断じた。更には岩倉具視や徳大寺実則は功の有無を判断せずに愛憎によって判断し、春日某の如き廉直の者を度々冤罪に陥らせたと聞いたと記している。安武は今後はこれらの全てを公平にせよと上奏したのであった。
その死は世間で話題となり、それをみた政府は8月10日に太政官から島津忠義に祭祀料100円を下賜し、西郷隆盛は明治5年（1872年）8月に碑文を作って安武を弔い、墓のそばの幟に「精神、日を貫いて華夷に見われ、気節、霜を凌いで天地知る」という語を書いた。

## 家族
子の横山壮次郎（1868 - 1909）は、鹿児島で生まれ、東京の私立学校で英語等を学び、1885年札幌農学校に入学してホーレス・ストックブリッジに師事、1889年に卒業後、北海道庁地質調査員、同校助教授をへて台湾総督府の技師となる。台湾では農政全般の実務のほか、新渡戸稲造の片腕として製糖業の改良・振興に当たった。1904年のセントルイス万国博覧会では、日本会場内に建てられた台湾館の建設指導に派遣された。日露戦争後、奉天で農事試験場と農学校を設立、満州の農事改良と農業技術者の育成につくした。